# Roy Harper

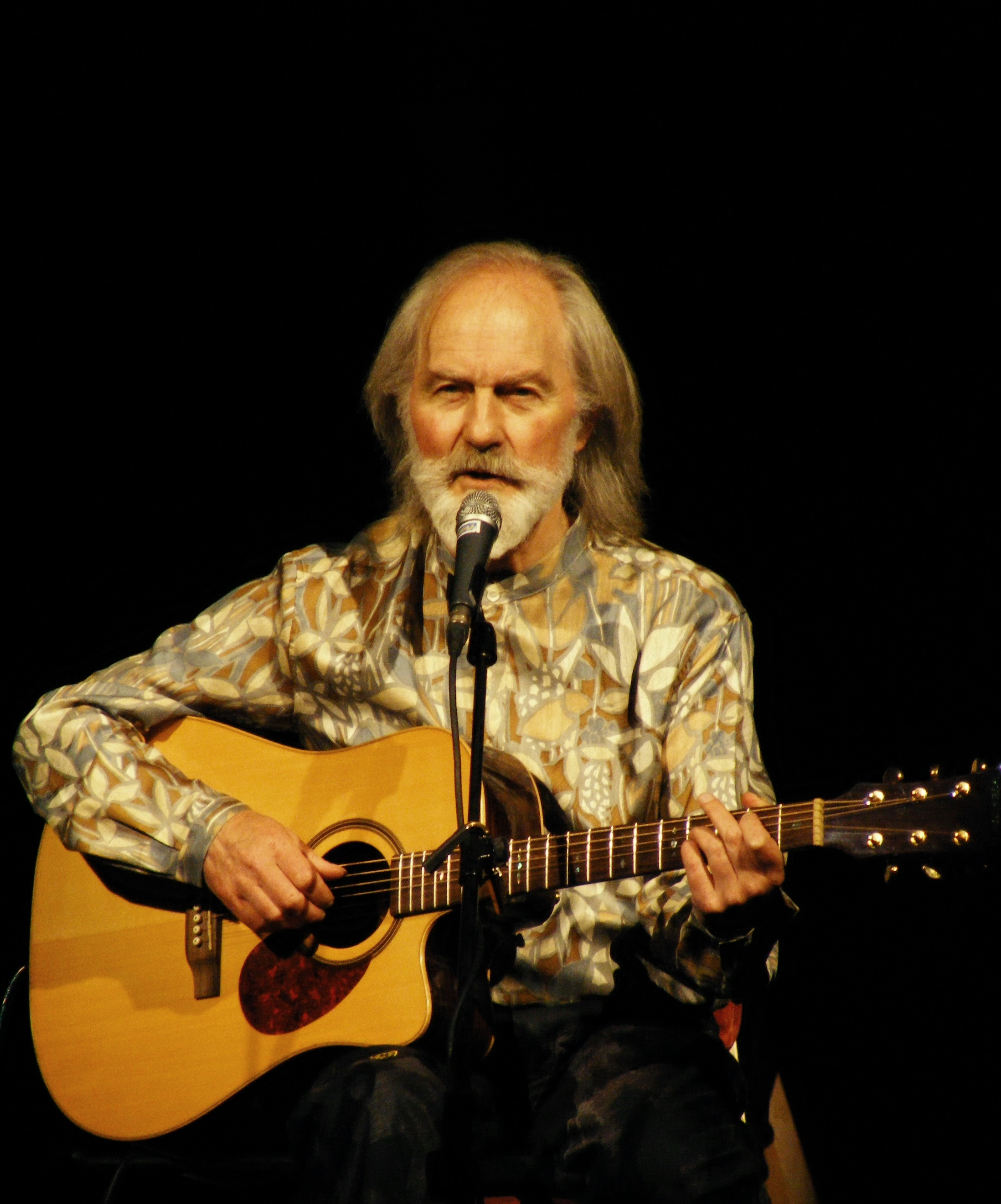
Roy Harper, 2010.

Roy Harper, född 12 juni 1941 i Manchester-förorten Rusholme, England, är en engelsk sångare, gitarrist och kompositör inom framför allt folkrock, och relaterade stilar. Harper som skivdebuterade 1966 har släppt över 20 studioalbum och 10 livealbum. Hans kommersiella framgångar har varit små, men inflytandet på andra musiker betydligt större.
Led Zeppelin gjorde låten "Hats Off to (Roy) Harper", byggd på den traditionella låten "Shake 'Em On Down" om honom. Harper var även sångare på Pink Floyd-låten "Have a Cigar" på albumet Wish You Were Here.